# Enumeratio Plantarum in Japonia Sponte Crescentium
Enumeratio Plantarum in Japonia Sponte Crescentium (abreviado Enum. Pl. Jap.) es un libro de botánica escrito por Adrien René Franchet en colaboración con Paul Amedée Ludovic Savatier (1830-1891), siendo su nombre completo Enumeratio plantarum in Japonia sponte crescentium hucusque rite cognitarum, adjectis descriptionibus specierum pro regione novarum, quibus accedit determinatio herbarum in libris japonicis So Mokou Zoussetz xylographice delineatarum. Fue editado en París, en dos volúmenes, en  1875-1879.